# Mattia Caldara
Mattia Caldara (n. 5 mai 1994) este un fotbalist italian care în prezent joacă în Serie B la Modena.

## Carieră internațională
În iunie 2017, Caldara a fost inclusă în echipa sub-21 a Italiei pentru Campionatul European Sub-21 2017 de către managerul Luigi Di Biagio. Italia a fost eliminată de Spania în semifinale pe 27 iunie, în urma unei înfrângeri de 3-1.
Caldara și-a făcut debutul cu seniori sub mandat-ul lui Roberto Mancini, într-o înfrângere cu 3-1 într-un amical cu Franța, la Nisa, pe 1 iunie 2018.

## Statistici
La meciul jucat pe 10 martie 2020.
| Club                | Sezon         | Campionat | Campionat | Cupă    | Cupă   | Europa  | Europa | Altele  | Altele | Total   | Total  |
| Club                | Sezon         | Meciuri   | Goluri    | Meciuri | Goluri | Meciuri | Goluri | Meciuri | Goluri | Meciuri | Goluri |
| ------------------- | ------------- | --------- | --------- | ------- | ------ | ------- | ------ | ------- | ------ | ------- | ------ |
| Atalanta            | 2013–14       | 1         | 0         | 0       | 0      | –       | –      | –       | –      | 1       | 0      |
| Trapani (împrumut)  | 2014–15       | 20        | 2         | 1       | 0      | –       | –      | –       | –      | 21      | 2      |
| Cesena (împrumut)   | 2015–16       | 27        | 3         | 2       | 0      | –       | –      | –       | –      | 29      | 3      |
| Atalanta            | 2016–17       | 30        | 7         | 1       | 0      | –       | –      | –       | –      | 31      | 7      |
| Atalanta            | 2017–18       | 24        | 3         | 2       | 0      | 8       | 0      | –       | –      | 34      | 3      |
| Atalanta            | Total         | 55        | 10        | 3       | 0      | 8       | 0      | –       | –      | 66      | 10     |
| Milan               | 2018–19       | 0         | 0         | 1       | 0      | 1       | 0      | –       | –      | 2       | 0      |
| Atalanta (împrumut) | 2019–20       | 2         | 0         | 1       | 0      | 2       | 0      | –       | –      | 5       | 0      |
| Total carieră       | Total carieră | 104       | 15        | 8       | 0      | 11      | 0      | 0       | 0      | 123     | 15     |

1. ↑  Toate aparițiile în UEFA Europa League
2. ↑  All Apariții în UEFA Champions League